# Klaus-Peter Justus
Klaus-Peter Justus (* 1. Juli 1951 in Königsee) ist ein ehemaliger deutscher Leichtathlet. In den 1970er Jahren war er mit insgesamt 10 nationalen Meisterschaften der erfolgreichste 1500-Meter-Läufer der DDR. Sein größter Erfolg ist der Sieg bei den Europameisterschaften 1974 in Rom.

## Werdegang
Justus startete für den SC Motor Jena. Bei den DDR-Hallenmeisterschaften 1970 in Ost-Berlin wurde er Dritter über 1500 m. Im Juli des Jahres gewann er seinen ersten von insgesamt 10 DDR-Meistertiteln. Sein erster Sieg bei einem internationalen Höhepunkt gelang ihm im September bei den Junioreneuropameisterschaften in Colombes bei Paris.
1972 schied Justus bei den Olympischen Spielen in München im Halbfinale aus. 1973 wurde er Dritter bei den Halleneuropameisterschaften. Bei den Europameisterschaften 1974 im Rom gewann er die Goldmedaille über 1500 Meter (3:40,1 min). Er beendete seine aktive Karriere im Jahr 1980, nachdem er nicht für die Olympischen Spiele in Moskau nominiert worden war.
Justus war bis 2015 als Sportlehrer und Trainer an der Eliteschule des Sports in Jena tätig und Landestrainer des Triathlonverbandes von Thüringen. Seit Februar 2015 ist er U23-Bundestrainer der Deutschen Triathlon Union (DTU) und arbeitet in dieser Funktion am Olympiastützpunkt Rheinland-Pfalz/Saarland in Saarbrücken.
In seiner Wettkampfzeit war Justus 1,73 m groß und wog 51 kg. Sein Sohn Steffen Justus (* 1982) war bis 2017 als Triathlet und Läufer aktiv.

### Erfolge
- Junioreneuropameister: 1970
- DDR-Meister: 1970, 1972, 1973, 1974, 1975[4]
- DDR-Hallenmeister: 1971, 1972, 1973, 1976[5]
- DDR-Crosslauf-Meister: 1970[6]
- Europameister: 1974

## Auszeichnungen
- 1974 wurde er mit dem Vaterländischen Verdienstorden in Bronze ausgezeichnet.[7]